# Chikubushima

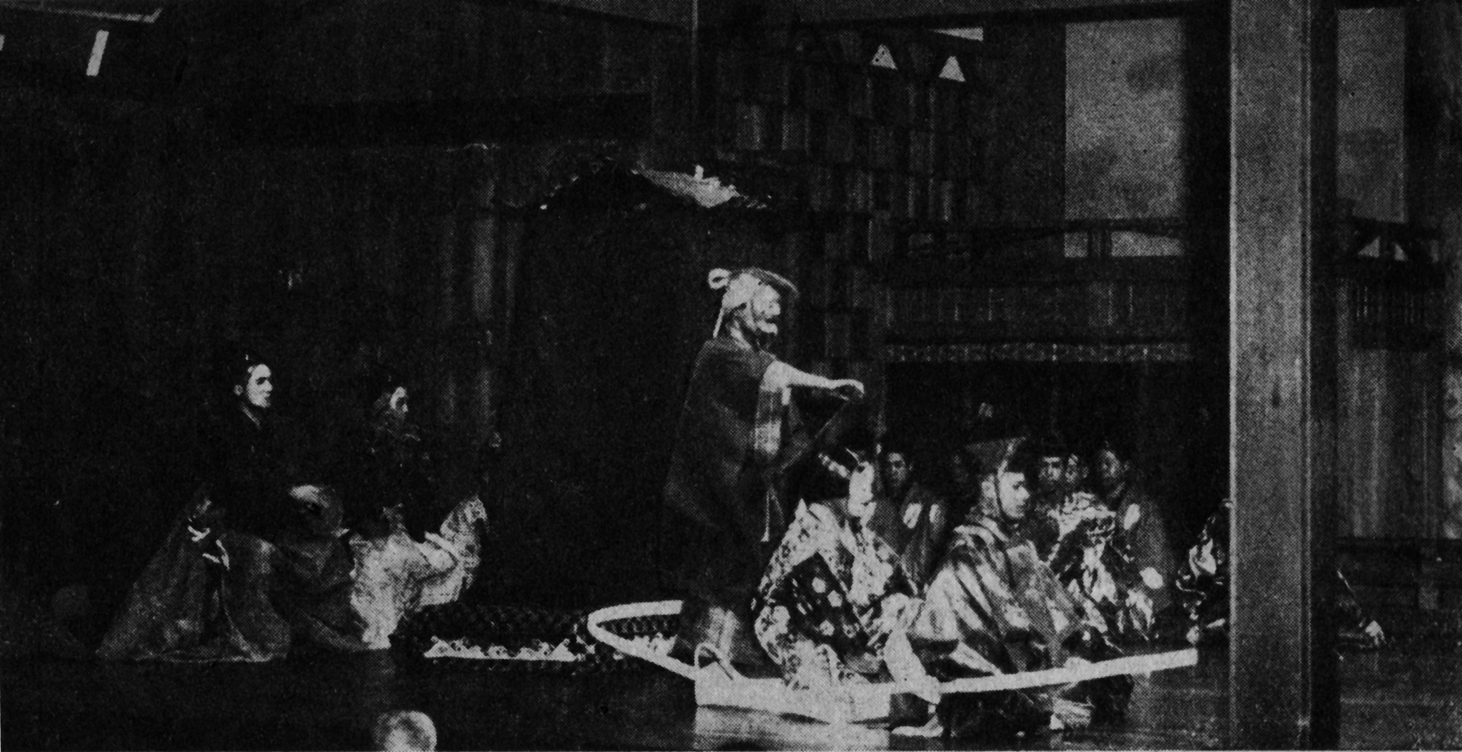
Chikubushima, avec

Chikubushima (竹生島) est une pièce anonyme du théâtre nô de la première catégorie (nô de dieux (kami mono) qui célèbre l'île volcanique éponyme Chikubu du lac Biwa.

## Résumé
Durant le règne de l'empereur Daigo, un courtisan se rend dans l'île Chikubu située au centre du lac Biwa. Quand il arrive au bord du lac, un vieux pêcheur et une jeune femme s’apprêtent à partir dans un bateau de pêche. Il les appelle et leur demande s'il peut les accompagner. Quand le bateau est arrivé sur l'île, le vieil homme indique au courtisan la direction du sanctuaire. Comme la jeune femme s'engage dans la même direction, le courtisan lui demande s'il existe une interdiction faite aux femmes, comme dans beaucoup d'autres sanctuaires. Le vieil homme et la jeune femme répondent que, comme Benzaiten (Sarasvati) est elle-même une femme, elle ne fait pas de discrimination. Ils rapportent l'histoire de la formation du sanctuaire de l'île et il devient évident que ces deux êtres ne sont pas humains. Le vieil homme plonge dans l'océan et la jeune femme disparaît derrière une porte dans le sanctuaire. Après un court moment, Benzaiten apparaît et danse. Peu de temps après, le Roi Dragon de la mer apparaît aussi et danse. Puis Benzaiten retourne dans son sanctuaire et le Roi Dragon retourne dans les eaux.